# Sotogrande
Sotogrande je největší soukromý rezidenční areál vybudovaný v Andalusii (Španělsko). Původně uzavřená rezidenční komunita se nachází v obci San Roque, v provincii Cádiz. Leží na pobřeží Středozemního moře, známém pod názvem Costa del Sol, asi 20 kilometrů severně od Gibraltaru u ústí řeky Guadiaro, ze severozápadu je ohraničeno pohořím Sierra Almenara. Rozloha Sotogrande je 25 kilometrů čtverečních.
V Sotogrande se nalézá množství umělých jezer a pět golfových hřišť, nejznámější z nich Golf Club Valderrama, bylo vytvořené světoznámým architektem Jaimiem Ortiz-Patiñoem.
V květnu roku 2006 bylo Sotogrande vyhlášeno časopisem the Times za lokaci s nejdražšími domy Evropy.

## Historie
Sotogrande bylo vybudováno manželi Josephem a Mercedes McMickingovými, kteří v roce 1962 zakoupili pět farem na pobřeží Španělska s úmyslem na nich vybudovat luxusní rezidenční komplex u Středozemního moře. Uspěli a díky tomu dnes existuje tato jedna nejluxusnějších urbanizací v Evropě.

## Významní rezidenti a návštěvníci
V Sotogrande sídlí některé z nejmocnějších rodin Španělska, Ruska a Spojeného království. Mezi nynější a bývalé obyvatele a časté návštěvníky zdejších rezidencí patří Peter Caruana, bývalý předseda vlády Gibraltaru, Fabian Picardo, nynější předseda vlády Gibraltaru, Tony Blair, Emilio Botín, Ana Rosa Quintana, Vladimír Gusinskij, a také legitimistický pretender francouzského trůnu Ludvík Bourbonský, vévoda z Anjou.

## Architektura
Sotogrande je označováno jako výkladní skříň architektury na Costa del Sol díky široké paletě architektonických stylů. Můžeme zde pozorovat všechny styly od tradičního andaluského, přes ty moderní v druhé polovině 20. století až po design 21. století, dále domy v maurském stylu a nebo i švýcarské chaty. Místní vláda v roce 2008 vyhlásila tři budovy za památkově chráněné a to Biddle House, z dílny Francise Javiera Carvajala, Zobelův dům od Josého Antonia Coderchy a Real Club de Golf navržený Luisem Gutierrezem Sotou.
Součástí nejnovější výstavby v oblasti uzavřené obytné komunity v kopcích Sotogrande, s názvem La Reserva, je uměle vybudovaná sladkovodní oáza o rozloze 3,3 kilometrů čtverečních obklopená 2,8 kilometry čtverečními umělé písečné pláže. Tato oáza je známá jako jediná vnitrozemská soukromá pláž svého druhu a nese název „The Beach”.
La Reserva se nachází na kopci, ze kterého shlíží na Středozemní moře. Nabízí svým rezidnetům soukromý přístup na osumnácti jamkové golfové hřiště, tenisové centrum a vnitrozemí plážový bar, který přiléhá k oáze.

## Sport

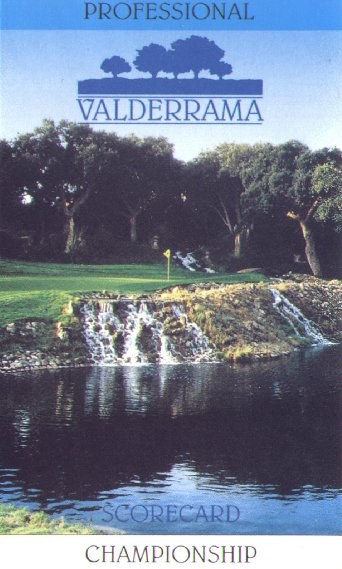
Valderrama Golf Club je nejznámější golfový klub kontinentální Evropy. V roce 1997 zdejší hřiště jako první mimo Spojené království s Spojené státy hostilo Ryder Cup.

Sotogrande je také známé různorodou směsí sportovních zařízení. Má pět golfových hřišť a to jsou Valderrama, hřiště které skoro každý rok hostilo golfový turnaj Volvo Masters a v roce 1997 jako první v Evropě Ryder Cup, dále Real Club de Golf, Almenara, La Reserva, La Cañada a jednu golfovou akademii; šest hřišť na pólo, které vlastní Santa María Polo Club; dva tenisové a padel kluby a tenisovou akademii; hřiště na rugby a dva beach kluby; jachtařský klub, jezdecké stáje a marinu.

## Sotogrande marina
Marina je od zbytku Sotogrande oddělena řekou Guardiano, nachází se zde směs malých obchodů, restaurací, hotelů a apartmánů, pravidelně se zde pořádají trhy.

## Příroda
Na území Sotogrande u řeky Guardiano se nachází přírodní oblast o 27 hektarech a jediné mokřady na Costa del Sol. Společně byly prohlášeny za národní park a přírodní rezervaci. Na území rezervace se nachází řada stezek s informačními cedulemi.